# Palacio Torres Agüero
El Palacio Torres Agüero es una antigua residencia de estilo ecléctico ubicada en el barrio de Montserrat, en el centro histórico de la Ciudad de Buenos Aires. Es conocido por haber sido la residencia de las familias Torres Agüero e Idoyaga Molina, y por haber funcionado como sede de la exposición Casa FOA en el año 2010.

## Historia

### Primeros años
La calle Defensa, aún empedrada, atraviesa el área más antigua de la ciudad de Buenos Aires, atravesando los barrios de Barracas, San Telmo y Monserrat, hasta desembocar en la Plaza de Mayo, la histórica plaza mayor de la ciudad. La calle toma su nombre en 1849, en conmemoración a la defensa de las Invasiones Inglesas en los años de 1806 y 1807.
Donde actualmente se encuentra el Palacio Torres Agüero, antiguamente se hallaba una finca perteneciente a Juan Rafael Victorica, vecino porteño fallecido en 1863. Su terreno se extendía por trece metros y cuarenta centímetros de frente al E[ste] con 44 metros y 50 centímetros de fondo al O[este]. Años después de la muerte de aquel propietario, la finca sería rematada los días 12, 13 y 14 de agosto de 1868, por disposición del juez Jorge Echeverría.
En los años de epidemia de fiebre amarilla en Buenos Aires la propiedad se mantuvo deshabitada. Sin embargo, en 1871 ya se ofrecían allí dormitorios para hombres solteros o matrimonios sin familia en alquiler, descriptas como lindas piesas de altos todas a la calle. Precisamente allí se encontraba domiciliado, en ese año de 1871, Juan Seguí, de 21 años de edad. En 1873 en la propiedad también se ofrecían servicios profesionales, figurando un anuncio clasificado en el periódico La Pampa en el que una profesora ofrecía clases de inglés, francés, alemán, música, dibujo y pintura en la calle Defensa 269.

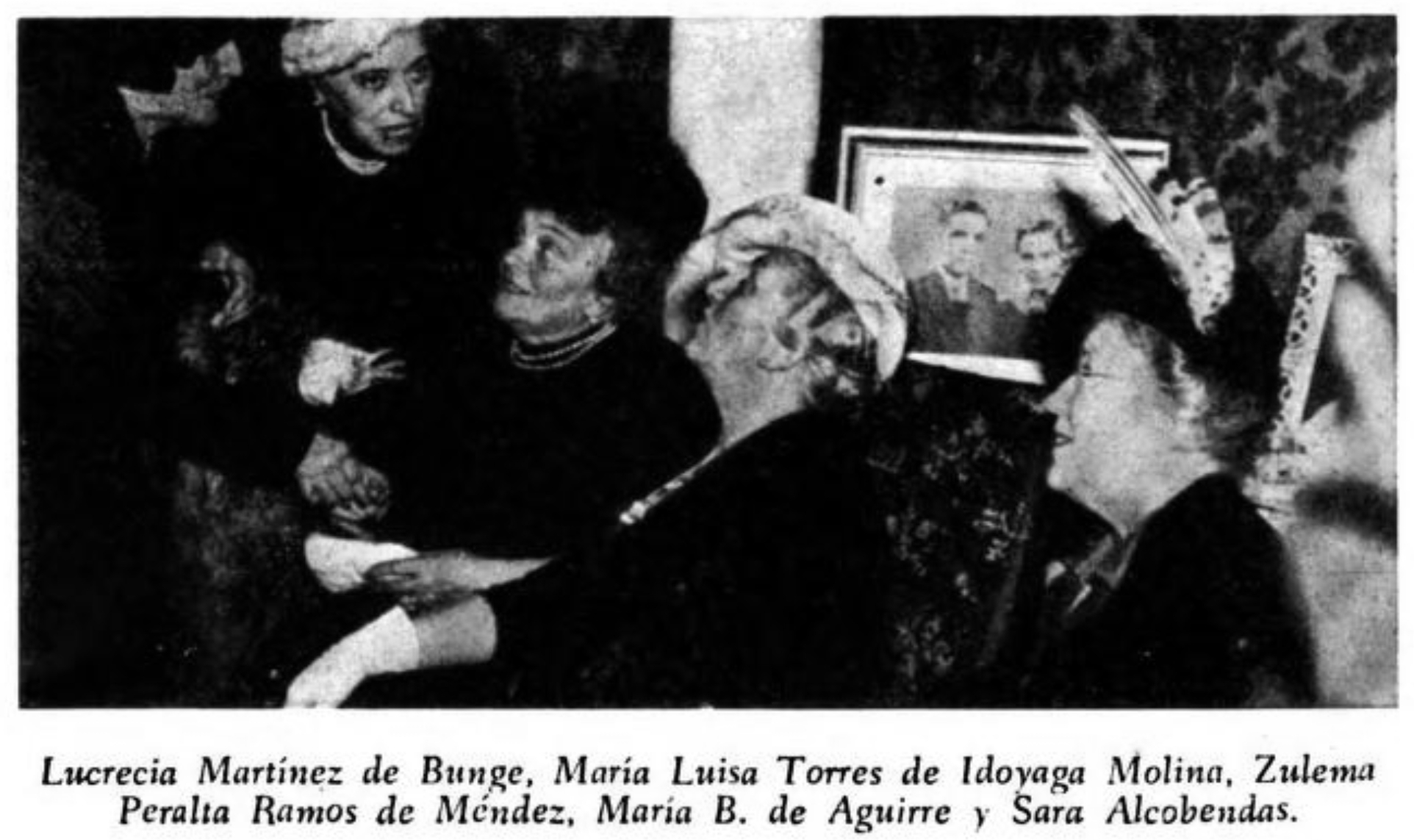
Luisa Torres Agüero, dueña del palacio, en un evento social.

### La familia Torres Agüero
El Palacio Torres Agüero fue construido por Luisa Fernández Ramos de Torres Agüero, para ser residencia suya y de su hija, Luisa Torres Agüero de Idoyaga Molina. Nacida el 13 de enero de 1952 en Buenos Aires, y bautizada como Luisa Francisca, la dueña del palacio era hija del comerciante portugués Antonio Fernández Ramos y de la brasileña Luisa de Acevedo.
El 17 de marzo de 1877 contrajo matrimonio con Eustaquio Torres Agüero, importante hacendado en Castelli y Dolores, integrándose así a una tradicional familia porteña: su marido era hijo del funcionario homónimo, Eustaquio Torres Agüero, sobrino del ministro Julián Segundo de Agüero, y cuñado del jurista David de Tezanos Pinto.

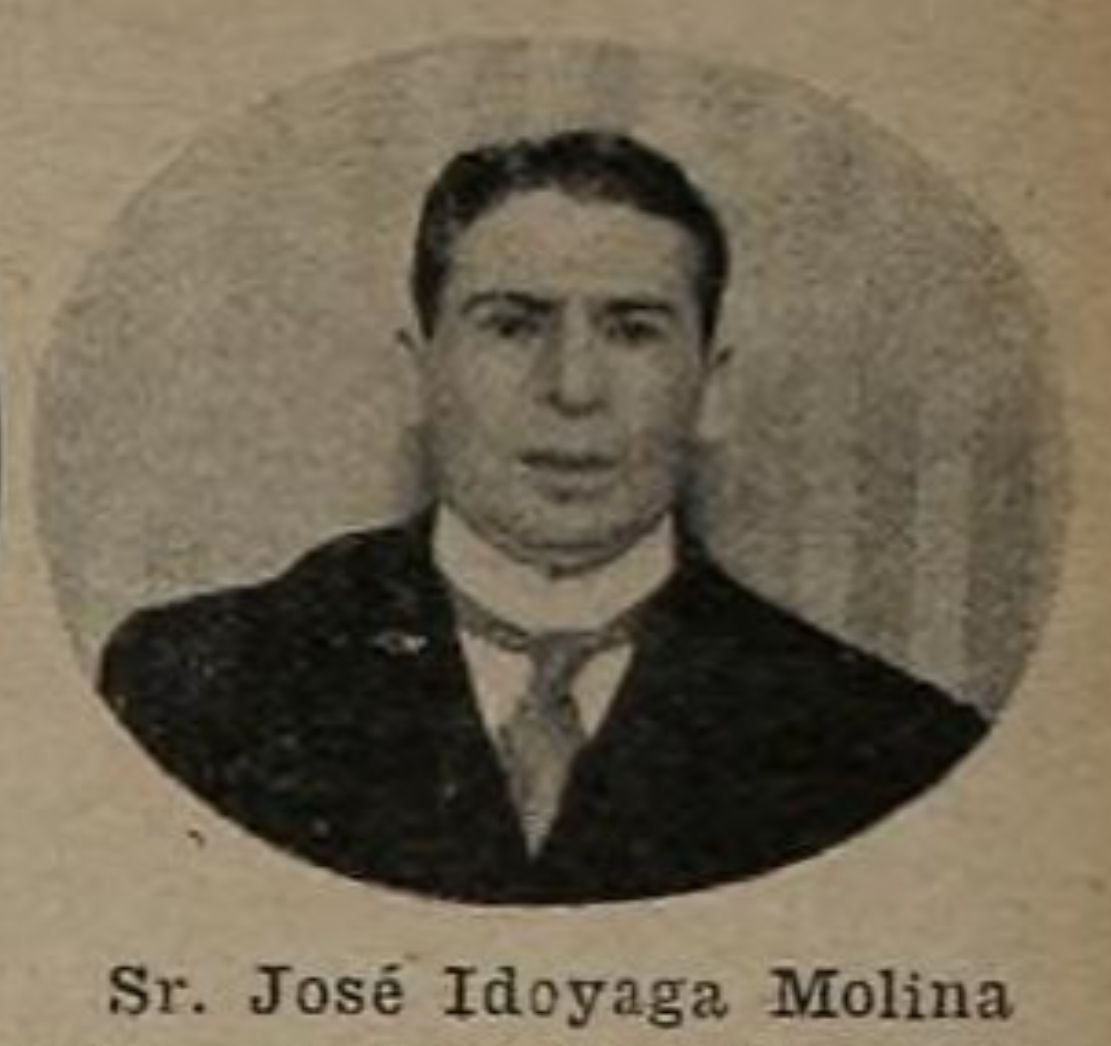
Dr. Juan José Idoyaga Molina, residente en el palacio.

Sin embargo, Eustaquio Torres Agüero murió aún joven a los 48 años, el 3 de marzo de 1887, quedando su viuda Luisa Fernández Ramos a cargo del cuidado de la única hija del matrimonio, María Luisa Torres Agüero, y de la gran fortuna heredada del fallecido.
A su vez, María Luisa Torres Agüero Fernández Ramos, nacida el 6 de octubre de 1884 en Buenos Aires, contrajo matrimonio el 14 de agosto de 1908 en la Iglesia de San Miguel con Juan José Idoyaga Molina, residiendo el matrimonio en el Palacio Torres Agüero, donde Juan José también recibía a sus clientes al ejercer como abogado.
Del matrimonio Idoyaga Molina Torres Agüero descienden, entre otras, las familias Idoyaga Molina Pueyrredon, Elía Idoyaga Molina, Jordán Idoyaga Molina, Schindler Jordán, Jordán Braun, Idoyaga Molina Ortiz Lanús, Idoyaga Molina Camuyrano, Martínez de Campos Idoyaga Molina, marqueses del Baztán, Idoyaga Molina Arenaza, etcétera.

### Construcción del palacio

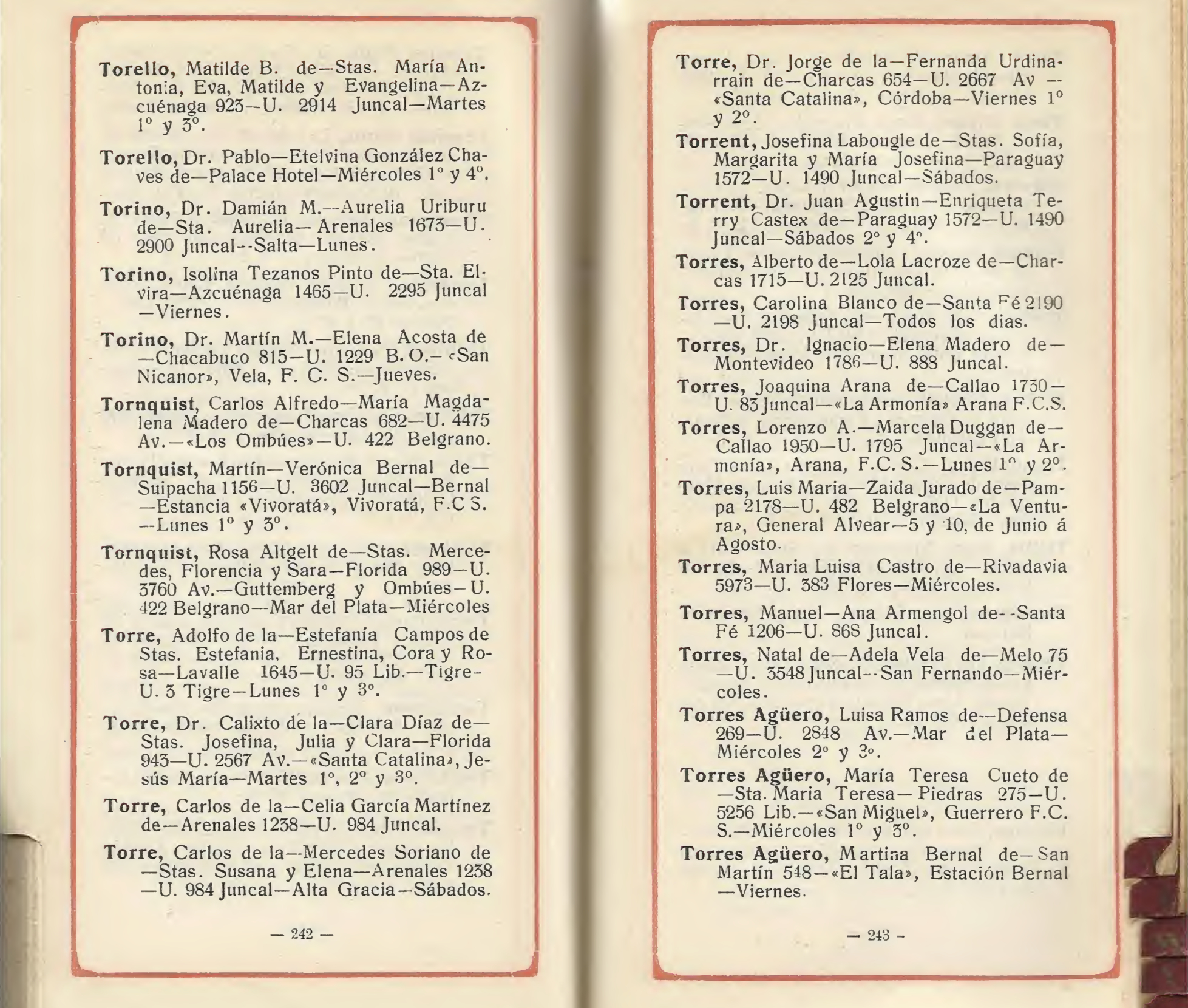
Luisa Fernández Ramos de Torres Agüero domiciliada en el Palacio Torres Agüero, en 1913.

Las reseñas históricas del palacio indican que finalizó su construcción en el año 1914. Sin embargo, su propietaria original, Luisa Fernández Ramos de Torres Agüero, como así también su hija y yerno, ya figuraban como domiciliados allí en guías sociales argentinas de 1911 y en 1913.
Según la opinión de arquitectos que reseñaron la historia y valor patrimonial del Palacio Torres Agüero, éste constituye un valioso exponente de la arquitectura clásica de Buenos Aires de esa época. Su fachada y su tipología de patio central son los rasgos destacados por el área de Protección Histórica del Gobierno de la Ciudad de Buenos Aires como valores a preservar.
A pesar de considerarse como fecha de finalización de la construcción del palacio el año de 1914, se conservan en él espacios que datan de épocas anteriores, entre ellos el patio con muros de ladrillo antiguo de los comienzos del 1900, presente en la planta baja del edificio.

### Destinos posteriores
Luego de varios años siendo la residencia de la familia, el Palacio Torres Agüero fue adquirido por el Ministerio de Marina de la Nación, que en 1924 ya destinaba el edificio a ser sede local de la División Ingeniería Civil, área dentro de su estructura administrativa. Continuó siendo destinado el palacio a tal fin hasta por lo menos 1935.
Una vez desafectada al uso público al que se había destinado al edificio por parte del Ministerio de Marina argentino, el Palacio Torres Agüero fue dividido en diversas unidades funcionales, algunas de ellas con afectación comercial, especialmente las ubicadas en la planta baja, y otras comprometidas como residencias familiares.
Entre los locales instalados en el Palacio Torres Agüero se destacaba "Zabaleta Lab", considerada una de las galerías de referencia del arte argentino contemporáneo. En la actualidad también tiene su sede en el Palacio Torres Agüero el salón de eventos Piso Tres.

#### Exposición Casa FOA
El Palacio Torres Agüero fue elegido en el año 2010 para ser la sede de la vigésimo sexta edición de Casa FOA, una muestra anual de arquitectura y diseño, en la que se otorgan premios a artistas y profesionales en relación a diseño de interiores, arquitectura, mueblería, etcétera. El evento tuvo lugar del 1 de octubre al 14 de noviembre de 2010, siendo elegido el palacio como sede por encontrarse en el centro histórico de Buenos Aires y por su valor patrimonial, en el marco de los festejos por el Bicentenario de la Revolución de Mayo que tuvieron lugar ese año.

## Estilo

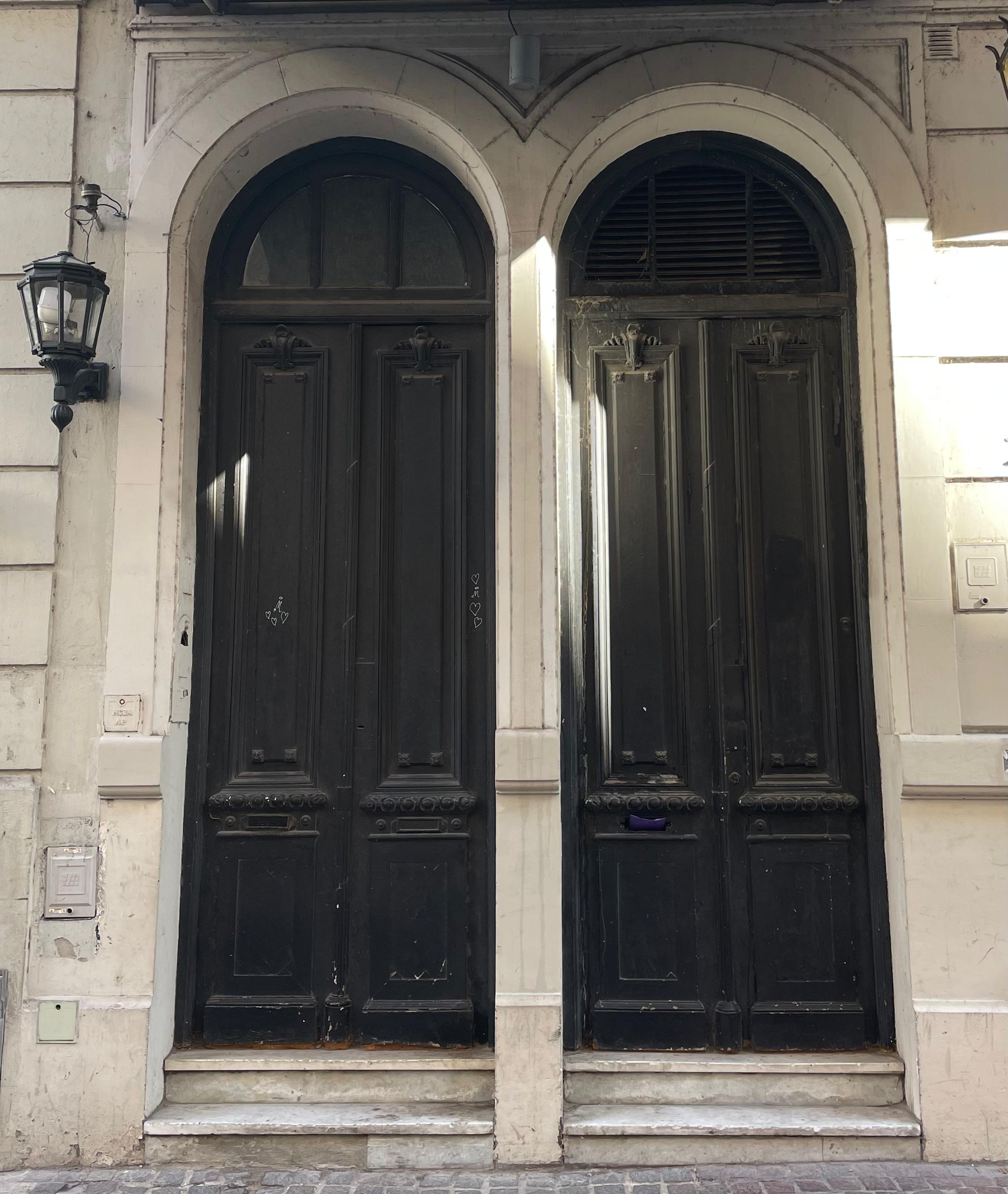
Puertas del Palacio Torres Agüero.

El Palacio Torres Agüero es considerado de estilo ecléctico, ya que los elementos que caracterizan tanto su fachada como estructura no permiten clasificarlo dentro de una única corriente arquitectónica. La cara exterior de la edificación remite al estilo italianizante, pero los trabajos de herrería de los balcones son más propios de la arquitectura neoclásica de inspiración francesa, así como la perfecta simetría que destaca al conjunto, al estilo de la Escuela de Bellas Artes de París. La falta de una mansarda de tejas de pizarra escamada aproxima al palacio a la arquitectura porteña decimonónica, ya en desuso en las primeras décadas del siglo XX.
En cuanto a su estructura y diseño interior, el edificio se planteó originalmente como el modelo de hôtel particulier francés con todos sus niveles: basamento, planta noble, y piso de habitaciones particulares, faltando únicamente una mansarda que remate el conjunto, con espacios para el descanso del servicio doméstico.